# Tháp Bismarck ở Sroków
Tháp Bismarck ở Sroków là một tháp quan sát được xây dựng trên ngọn đồi Diabla Góra nằm ở ngôi làng Sroków, quận Kętrzyn, tỉnh Warmińsko-Mazurskie để vinh danh vị tướng Otto Bismarck. Tòa tháp đi vào hoạt động ngày 13 tháng 9 năm 1902.

## Quy hoạch xây dựng
Việc xây dựng tòa tháp Bismarck này được khởi xướng bởi những người yêu mến Bismarck, vào tháng 3 năm 1899 đã thành lập Ủy ban Xây dựng tháp Bismarck dưới sự lãnh đạo của thị trưởng Sroków, ông Nickien.
Sau khi ủy ban được thành lập, một cuộc quyên góp đã được khởi xướng nhằm phục vụ cho việc xây dựng tòa tháp, thông qua các triển lãm và lễ hội, tổng cộng khoảng 2000 marek (một đơn vị tiền tệ của Đức từ năm 1873) đã được thu thập trong một thời gian ngắn, và hội đồng của quận đã trao 500 marek để ủng hộ.
Một ngọn đồi (cao 157 m so với mực nước biển) có tên là Fürstenauer Berg (nay là "Diabla Góra", "Teufelsberg" trong tiếng Đức) đã được chọn làm nơi xây dựng tòa tháp. Thiết kế ban đầu đến từ kiến trúc sư xây dựng Bergmann từ Gussewa (nay là Kaliningrad Oblast, Liên bang Nga), sau đó được thay thế bằng thiết kế của người quản lý xây dựng Becker từ Kętrzyn.
Tòa tháp được chính thức xây dựng vào ngày 19 tháng 10 năm 1901. Tổng chi phí xây dựng tòa tháp là 12000 - 13000 marek, bao gồm cả vật liệu được tài trợ và chi phí thu hồi đất.

## Công trình xây dựng
Các công trình xây dựng được thực hiện bởi nhà thầu "Modricker" từ Kętrzyn. Những viên đá thô (trị giá khoảng 3000 marek) và 22000 viên gạch (trị giá khoảng 660 marek) đã được sử dụng để xây dựng, chúng được cung cấp bởi người dân thành phố và Bismarck.
Trong quá trình xây dựng, vào mùa xuân năm 1902, bản thiết kế đã có sự thay đổi.

## Mô tả về tòa tháp (từ thời kỳ khánh thành)
Tháp quan sát dạng hình tròn, cao 12 m, có đài lửa ở phía đông.
Một cầu thang ở phía tây dẫn đến lối vào chính, phía trên lối vào là đá granit được đánh bóng với dòng chữ vàng "Bismarck" và phía trên nó, trên trục của cột, có một huy chương Bismarck bằng đồng.
Cầu thang sắt bên phải dẫn đến đài quan sát. Gian chính có tiết diện hình tứ giác, kích thước 4,50 m x 3,00 m, với hai cửa sổ hình chữ nhật ở phía bắc và phía nam (1,00 m x 0,80 m), cao 5 m. Ở phía đông có hai cửa sổ hình vòm (0,40 m x 0,30 m). Nội thất hình vòm được thiết kế như một căn phòng của Bismarck.

## Lịch sử của tháp
Lễ khai trương tòa tháp diễn ra vào ngày 13 tháng 7 năm 1902. Vào mùa xuân năm 1904, những con đường và bãi cỏ được thiết kế trước đó đã được xây dựng và nhiều cây cối được trồng thêm. Năm 1907, Messrs C. Bartel và Messrs Andörsch đã tặng một chiếc bàn gỗ sồi và sáu chiếc ghế cho phòng của Bismarck.
Vào cuối tháng 8 đầu tháng 9 năm 1914, Diabla Góra và những ngọn đồi xung quanh đã bị người Nga chiếm giữ. Tháp Bismarck là điểm quan sát của người Nga. Cuộc chiến tranh giữa quân đội Nga và Đức đã làm hỏng một số chi tiết của tòa tháp. Vào tháng 5 năm 1993, tháp Bismarck đã bị hủy hoại, phần mái nhà, nền nhà đã hư hỏng nặng. Vào ngày 6 tháng 9 năm 2004, tòa tháp đã được đăng ký vào sổ đăng ký di tích theo sáng kiến của người bảo tồn di tích Piotr Milewski từ Sroków. Năm 2004, một hiệp hội đã được lên kế hoạch để gây quỹ cho việc phục hồi tòa tháp. Các tàn tích của tháp Bismarck đã được bảo tồn cho đến ngày nay.